# Krotoszyńska Kolej Dojazdowa
Krotoszyńska Kolej Dojazdowa – kolej wąskotorowa, w latach 1900–1986 łącząca Krotoszyn z Pleszewem, a od roku 2015 regularnie funkcjonująca na odcinku Pleszew Miasto–Pleszew Wąskotorowy jako Pleszewska Kolej Lokalna.

## Historia

### Budowa
Jej budowa przebiegała w trzech głównych etapach:
- pierwszy etap (dł. 25,59 km) – trasa Krotoszyn (stacja Krotoszyn Wąskotorowy) – Dobrzyca (stacja Dobrzyca) oddano do użytku 15 maja 1900 r.
- drugi etap (dł. 9,55 km) – trasa Dobrzyca (stacja Dobrzyca) – Kowalew (stacja Pleszew Wąskotorowy) oddano do użytku 10 lipca 1900 r.
- trzeci etap (dł. 3,48 km) – trasa Kowalew (stacja Pleszew Wąskotorowy) do Pleszew (stacja Pleszew Miasto) oddano do użytku 21 stycznia 1901 r[1]. Początkowo odcinek ten był jedynie normalnotorowy, od 1906 roku dodano splot toru wąskiego[2].

Szerokość toru Krotoszyńskiej Kolei Dojazdowej wynosiła 750 mm. Kolejka świadczyła usługi przewozowe zarówno pasażerskie, jak i towarowe.
Inicjatorem był ówczesny właściciel Dobrzycy i członek wydziału powiatowego hr. Zygmunt Czarnecki. Celem zmniejszenia kosztów budowy związanych w wykupem gruntów, trasa kolejki wytyczona została głównie wzdłuż dróg (25,55 km). Maksymalne nachylenie wynosiło 1:40 (2,5%), zaś najmniejszy promień łuku – 100 metrów. Maksymalną prędkość ustalono na 20 km/h na odcinku wąskotorowym. W roku 1944 dobudowano trasę łączącą Pleszew Miasto z Broniszewicami (dł. 10,88 km).
Stacja Pleszew Wąskotorowy położona była przy stacji na linii kolei normalnotorowej nr 272 Poznań Główny – Kluczbork, natomiast Krotoszyn Wąskotorowy przy linii nr 14 Łodź Kaliska – Forst.
Mimo że kolejka nosiła nazwę Krotoszyńskiej Kolei Dojazdowej, jej zarząd mieścił się w Pleszewie. Poza tym na stacjach Pleszew Miasto, Pleszew Wąskotorowy, Dobrzyca, Koźminiec i Rozdrażew wybudowano budynki stacyjne. Dodatkowo na stacjach w Pleszewie (Miasto), Dobrzycy, Nowej Wsi, Rozdrażewie i Krotoszynie zbudowano magazyny towarowe. Parowozownia i warsztaty znajdowały się w Dobrzycy i Krotoszynie. Decyzja o lokalizacji warsztatów wąskotorówki w Dobrzycy wynikała częściowo z przebiegu samej budowy, częściowo zaś była uzasadniona sposobem prowadzenia ruchu: Pierwszy poranny pociąg wyjeżdżał z Dobrzycy do Krotoszyna i miał skomunikowanie z pociągami kolei państwowych. Inna lokalizacja zaplecza wymagałaby podsyłania składów.
Stacje wodne zlokalizowano przy stacjach: Pleszew Miasto, Pleszew Wąskotorowy, Dobrzyca, Rozdrażew i Krotoszyn. Na wszystkich stacjach pojawiły się rampy, w Pleszewie Mieście, Pleszewie Wąskotorowym oraz w Krotoszynie dodatkowo wagi wagonowe. Uruchomiono również linię telefoniczną.

### Lata powojenne i zawieszenie ruchu
W latach 1945–1947 linia zarządzana była przez samorząd powiatowy i zarząd państwowy. Od 1949 r. przeszła na własność PKP, a od 1 stycznia 1950 r. pod Wydział Kolei Wąskotorowych. Powołany został też terenowy Zarząd Krotoszyńskiej Kolei Dojazdowej z naczelnikiem zarządu na czele. W 1956 r. terenowe zarządy zlikwidowano, a w ich miejsce powołano jedną komórkę organizacyjną – Zarząd Kolei Dojazdowych w Poznaniu, pod którego władanie przeszła także krotoszyńska kolejka. U szczytu przewozów w 1973 roku między Pleszewem a Kowalewem kursowało 25 par pociągów, z czego 9 par jeździło do dalszych stacji.
W 1978 r. PKP zamknęło linię Pleszew Wąskotorowy – Broniszewice o długości 14,36 km. Liczba pasażerów przewożona rocznie koleją spadała: z 645 tysięcy w 1981 do 373 tysięcy w 1985 roku. Ostatni skład kursujący na trasie Krotoszyn Wąskotorowy – Pleszew Miasto przejechał 12 stycznia 1986 r. Tym samym PKP zamknęła 38,6 km odcinek kolejki. Tory zostały rozebrane. W miejscu peronu na stacji Krotoszyn Wąskotorowy został ustawiony parowóz (Px48) z wagonikami jako pomnik i pamiątka po linii.
Z Krotoszyńskiej Kolei Dojazdowej czynny pozostał jedynie odcinek Pleszew Wąskotorowy – Pleszew Miasto. Przewozy pasażerskie wciąż spadały: z 206 900 w 1988 do 102 258 w 1992 i 45 606 pasażerów w 2000 roku. Malały również przewozy towarowe: z ponad 300 tysięcy ton pod koniec lat 80. do 192 tysięcy ton w 1990 i 78,4 tysiąca ton w 1992. Kolej przynosiła straty. Po 1992 roku przewozy towarowe zostały przejęte przez kolej normalnotorową.
Kolej wąskotorowa przestała kursować 9 czerwca 2001. W ostatnim roku kursowania na trasie uruchamiano 6 par pociągów osobowych. Po likwidacji przewozów pasażerskich na linii były prowadzone jedynie przewozy towarowe PKP po torze normalnym (który z linią wąskotorową współdzielił jedną szynę).

### Ponowne uruchomienie ruchu w XXI wieku

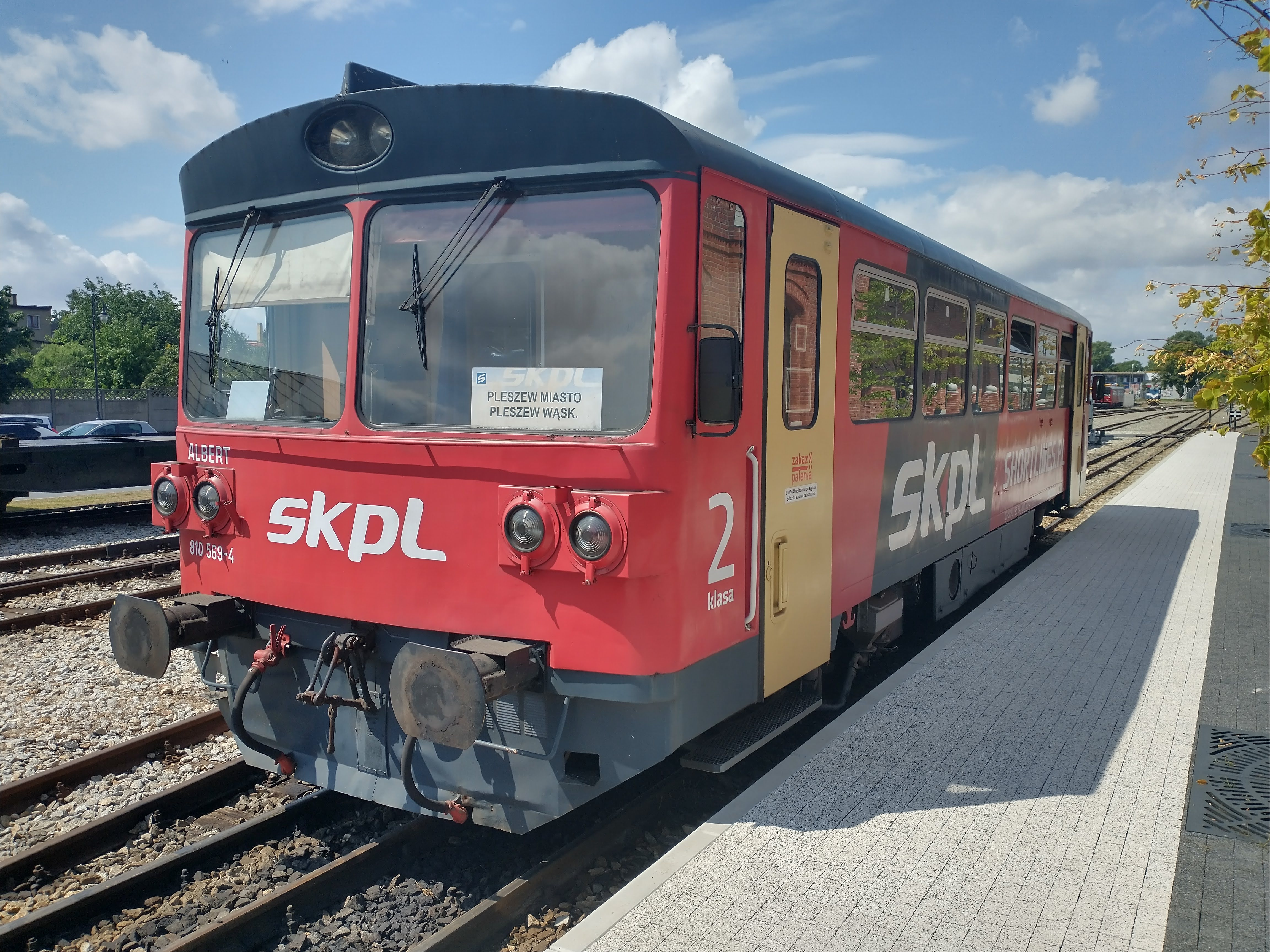
Pociąg obsługujący linię w 2022 roku – wagon motorowy 810

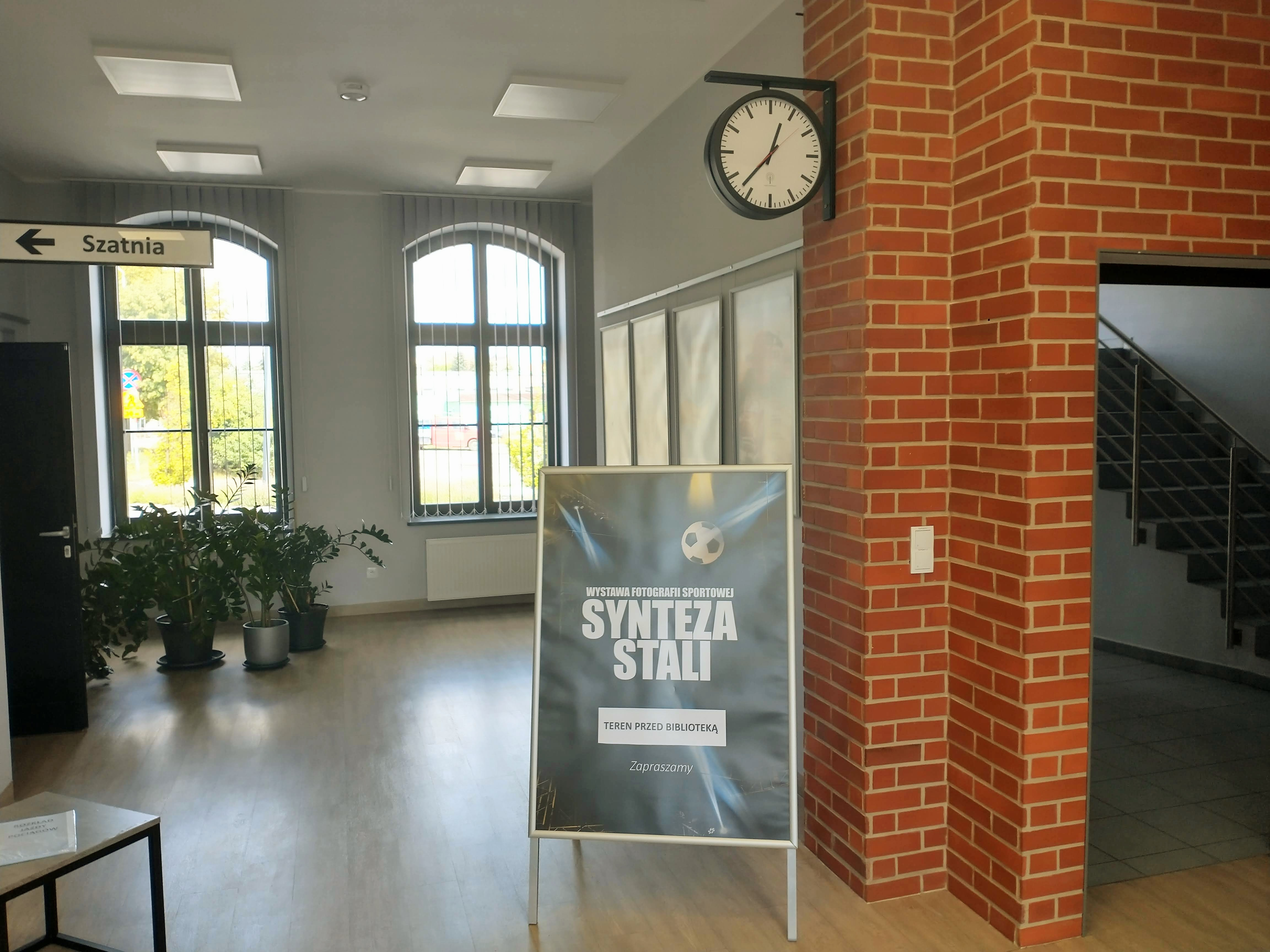
Wnętrze budynku dworca na stacji Pleszew Miasto w 2022 roku

Po zawieszeniu ruchu, PKP przekazały zarząd majątkiem dawnej kolei dojazdowej gminie Pleszew. 30 czerwca 2006 r. Urząd Miasta i Gminy Pleszew podpisał ze Stowarzyszeniem Kolejowych Przewozów Lokalnych w Kaliszu umowę dotyczącą przywrócenia regularnych kursów kolei wąskotorowej na trasie Pleszew Wąskotorowy – Pleszew Miasto. Uruchomienie kolejki (jako Pleszewska Kolej Lokalna) planowano na 1 września, jednak z powodu złego stanu torów przesunięto je na 17 września. Następnego dnia uruchomiono regularne połączenie Pleszew Miasto – Pleszew Wąskotorowy, prowadzone wagonem motorowym MBxd2. Z powodu złego stanu taboru, połączenie zawieszono 27 marca 2007, po przewiezieniu 6123 osób. SKPL przejęło także od PKP Cargo obsługę ruchu towarowego. Na krótko przewozy pasażerskie przywrócono między majem a lipcem 2008, po czym uruchomiono je na dłużej 8 lutego 2010, zawieszając je ponownie w grudniu 2011 roku.
4 maja 2015 r. wznowiono ruch na trasie Pleszew Miasto – Pleszew Wąskotorowy. Pleszewska Kolej Lokalna tym samym była w tym czasie jedyną w Polsce koleją wąskotorową prowadzącą regularny całoroczny ruch publiczny. W 2020 roku przewiozła 7,1 tys. pasażerów. W rozkładzie jazdy na rok 2023/2024 na trasie kursowały regularne pociągi pasażerskie, skomunikowane na stacji Pleszew Wąskotorowy z pociągami z Poznania i Ostrowa Wielkopolskiego zatrzymującymi się na stacji Pleszew (13 par pociągów w dni robocze, 7 par w soboty i 6 par w niedziele).

## Galeria

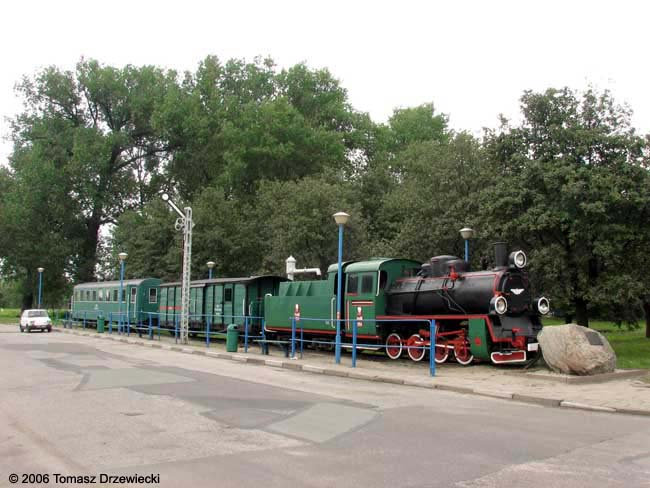
Parowóz Px48 na stacji Krotoszyn Wąskotorowy
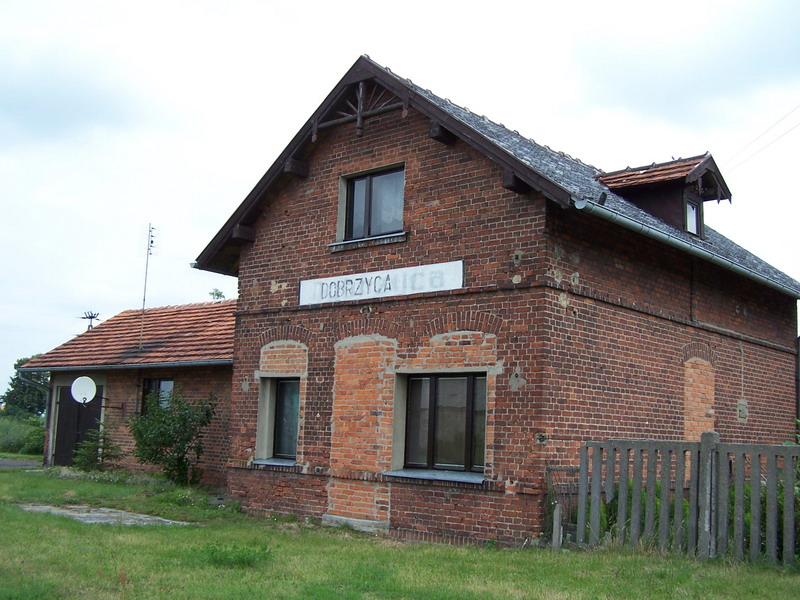
Budynek stacji Dobrzyca po zlikwidowanej KKD
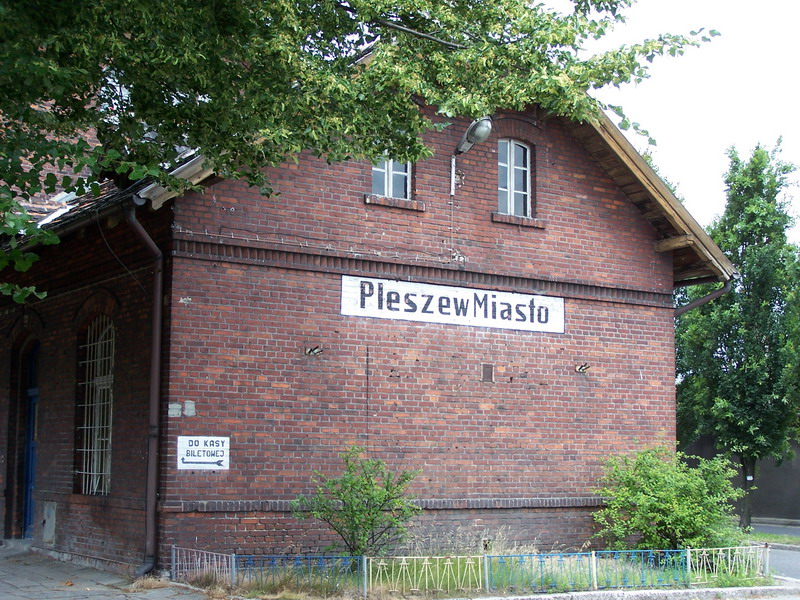
Budynek stacji Pleszew Miasto KKD
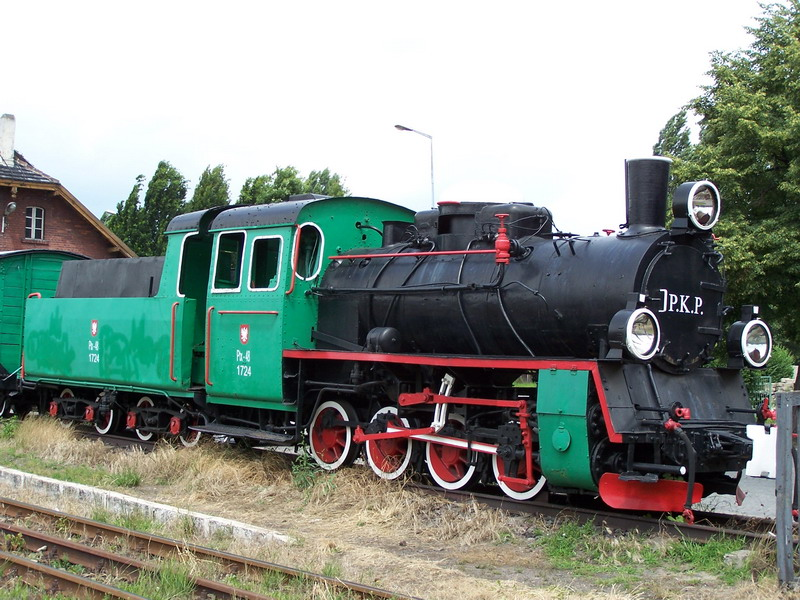
Parowóz Px48 na bocznicy stacji Pleszew Miasto